# Mercedes-Benz OM628/OM629

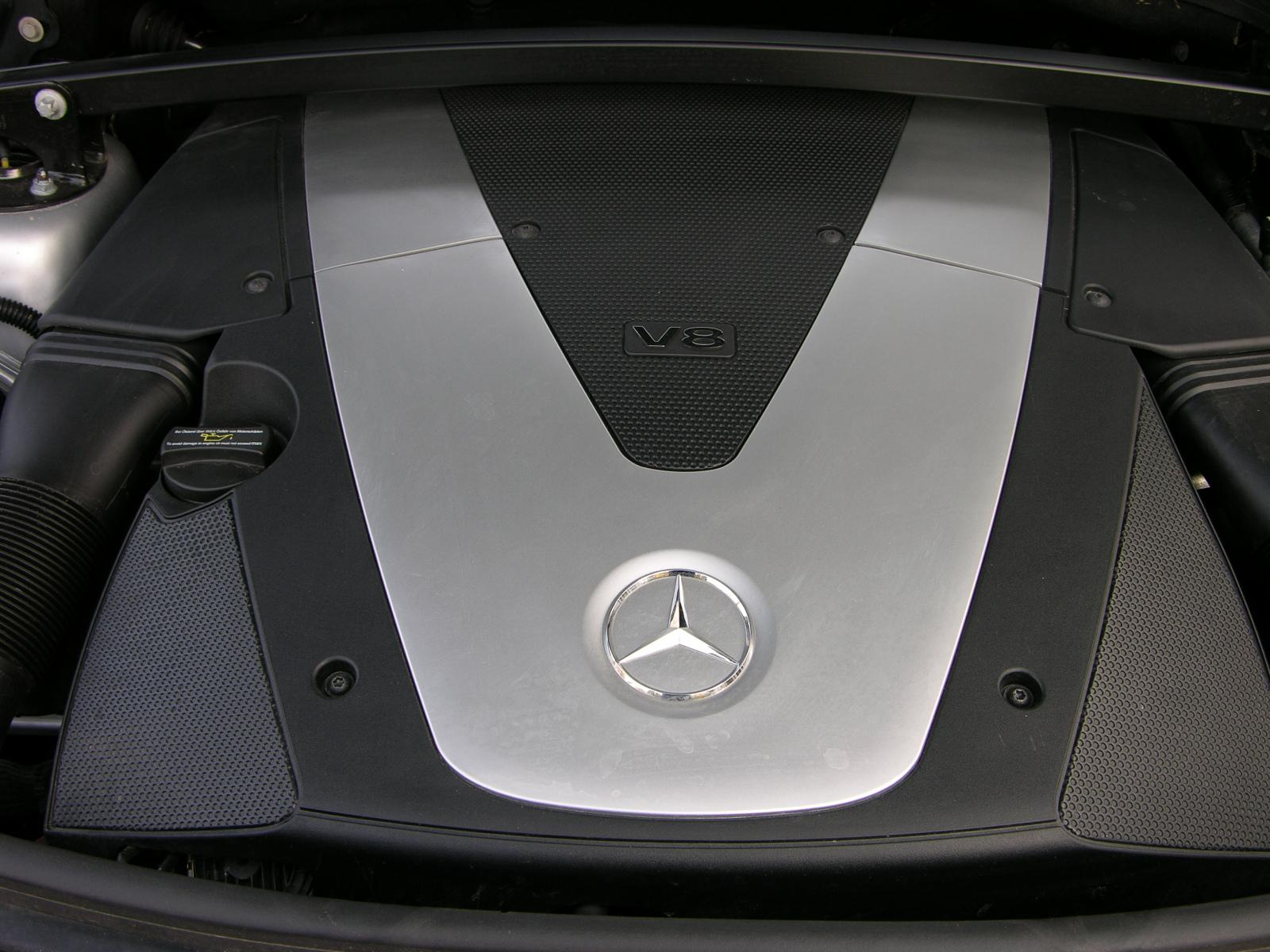
Двигатель Mercedes-Benz GL420 CDI 4Matic

Mercedes-Benz OM628 и OM629 — восьмицилиндровые дизельные двигатели внутреннего сгорания в V-образной конфигурации с непосредственным впрыском топлива и турбокомпрессором, разработанные компанией Mercedes-Benz.
Применялись на автомобилях E- и S-классов, а также внедорожниках G и ML.

## История
Летом 2000 года компания Mercedes-Benz представила новый дизельный двигатель OM628, который был впервые использован на автомобиле Mercedes-Benz W220 S400 CDI, а затем устанавливался на W211 E400 CDI, G400 CDI и ML W163 400 CDI. В зависимости от модели силовой агрегат выдавал мощность от 184 до 191 кВт (от 250 до 260 л. с.).
В 2005 году был представлен новый силовой агрегат — OM629, отличающийся от OM628 повышенным давлением наддува, что позволило получить больше мощности и крутящего момента.
Производство двигателей завершилось в 2010 году.

## Описание
И OM628 и OM629 имеют рабочий объём в 4,0 литра (3996 куб. см). Диаметр цилиндра равен ходу поршня и составляет 86,0 мм, расстояние между цилиндрами — 97 мм, угол развала цилиндров — 75° (из соображений экономии пространства). Блок цилиндров выполнен из литого алюминия блоки с чугунными гильзами. Двигатель оснащается системой непосредственного впрыска топлива Common Rail, турбокомпрессорами с переменной геометрией для каждого ряда цилиндров, жидкостным интеркулером, 2 распредвалами на каждую ГБЦ (4 клапана на цилиндр), охлаждаемой системой рециркуляции выхлопных газов и балансирным валом в развале блока цилиндров.
В то время как OM628 двигатель был оснащён турбокомпрессором GT1749V и имел степень сжатия 18,5:1, двигатель OM629 оснащается турбокомпрессорами GTB1752VK и имеет степень сжатия 17,0:1. Оба варианта соответствуют нормам выброса вредных загрязняющих веществ Евро-4.

### OM628
Двигатель OM628 имеет рабочий объём в 3996 куб. см и генерирует мощность от 184 кВт (250 л. с.) до 191 кВт (260 л. с.). Крутящий момент во всех модификациях равен 560 Н·м при 1700–2600 об/мин. Заводское обозначение — OM628 DE40 LA.

### OM629
OM629 является наследником ОМ628. Заводское обозначение — OM629 DE40 LA. На двигатель установили новые турбины и новую систему впрыска с давлением 1600 бар и пьезоэлектрическими форсунками. За счёт снижения потерь давления по впускному тракту удалось увеличить объём закачиваемого в цилиндры воздуха на 15%. Применение эффективных интеркулеров позволило снизить температуру наддуваемого воздуха до 120 °C, а также поднять плотность на входе в двигатели на 25 %. Силовой агрегат выпускался исключительно с сажевым фильтром DPF.
Автомобили с данным двигателем несли торговое обозначение 420 CDI c 2005 по 2009 годы и 450 CDI с 2009 года до завершения производства в 2010 году. Мощность силового агрегата варьируется от 225 кВт (306 л. с.) и 700 Н·м крутящего момента до 235 кВт (320 л. с.) и 730 Н·м крутящего момента.

## Технические характеристики

### OM628 DE40 LA
| Модель | Автомобиль | Годы выпуска |
| --- | ---------- | ------------ |
| Рабочий объём: 3996 см3, мощность: 184 кВт (250 л.с.) при 4000 об/мин, крутящий момент: 560 Н·м при 1700–2600 об/мин |            |              |
| ML 400 CDI | W 163      | 2001–2005    |
| S 400 CDI | W/V 220    | 1999–2003    |
| G 400 CDI | W 463      | 2001–2005    |
| Рабочий объём: 3996 см3, мощность: 191 кВт (260 л.с.) при 4000 об/мин, крутящий момент: 560 Н·м при 1700–2600 об/мин |            |              |
| E 400 CDI | W 211      | 2003–2005    |
| S 400 CDI | W/V 220    | 2003–2005    |

### OM629 DE40 LA
| Модель | Автомобиль | Годы выпуска        |
| --- | ---------- | ------------------- |
| Рабочий объём: 3996 см3, мощность: 225 кВт (306 л.с.) при 3600 об/мин, крутящий момент: 700 Н·м при 2000–2600 об/мин |            |                     |
| ML 420 CDI ML 450 CDI                                                                                                | W 164      | 2007–2009 2009–2010 |
| GL 420 CDI GL 450 CDI                                                                                                | X 164      | 2006–2009 2009–2010 |
| Рабочий объём: 3996 см3, мощность: 231 кВт (314 л.с.) при 3600 об/мин, крутящий момент: 730 Н·м при 2200 об/мин      |            |                     |
| E 420 CDI | W 211      | 2005–2009           |
| Рабочий объём: 3996 см3, мощность: 235 кВт (320 л.с.) при 3600 об/мин, крутящий момент: 730 Н·м при 2200 об/мин      |            |                     |
| S 420 CDI S 450 CDI                                                                                                  | W/V 221    | 2006–2009 2009–2010 |

## Проблемы
Проблемные элементы двигателя OM628 включают текущие форсунки и отказы ТНВД, что приводит к растрескиванию ГБЦ и поршней. Микротрещины приводят к повышенному давлению картерных газов, что служит основным индикатором необходимости капитального ремонта двигателя.